# Ixodes kerguelenensis
Ixodes kerguelenensis este o specie de căpușe din genul Ixodes, familia Ixodidae, descrisă de André și Colas-belcour în anul 1942. Conform Catalogue of Life specia Ixodes kerguelenensis nu are subspecii cunoscute.